# ازدنیک بوبروفسکی
ازدنیک بوبروفسکی (چکی: Zdeněk Bobrovský؛ ۱ دسامبر ۱۹۳۳ – ۲۱ نوامبر ۲۰۱۴) بازیکن بسکتبال اهل چکسلواکی بود.
وی در مسابقات کشوری و بین‌المللی در مجموع برندهٔ ۲ مدال نقره، ۱ مدال برنز شده‌است.